# مرچیچ
مرچیچ (به صربی: Mrčić) یک منطقهٔ مسکونی در صربستان است که در والیفو واقع شده‌است. مرچیچ ۱۹۲ نفر جمعیت دارد.